# Berginus californicus
Berginus californicus es una especie de coleóptero de la familia Mycetophagidae.

## Distribución geográfica
Habita en California (Estados Unidos).